# Only a Fool Breaks His Own Heart
"Only a Fool Breaks His Own Heart" is een nummer dat in 1964 werd gecomponeerd door Norman Bergen en Shelly Coburn. Het is vooral bekend in de versie van The Mighty Sparrow with Byron Lee & the Dragonaires die het onder de titel  "Only a Fool" uitbrachten en er in 1978 in Nederland een grote hit mee hadden.

## Originele versie
Bergen en Coburn schreven het op verzoek van een platenmaatschappij die liedjes zocht voor het Britse duo Chad & Jeremy. Omdat Bergen een 'typisch Brits' geluid wilde, kopieerde hij het akkoordschema van "I Want to Hold Your Hand" van The Beatles, waar Coburn vervolgens een tekst aan toevoegde. Uiteindelijk werd het nummer niet door Chad & Jeremy opgenomen, maar door de Amerikaanse jazzzanger Arthur Prysock. Zijn versie werd in 1965 door Old Town Records uitgebracht. Deze single kreeg enige aandacht op easy listening-radiostations maar de verkoop viel tegen.

## Versie van The Mighty Sparrow with Byron Lee & the Dragonaires
Een jaar later nam de Caraïbische zanger/gitarist The Mighty Sparrow het nummer op waarbij hij instrumentaal ondersteund werd door de Jamaicaanse calypsoband Byron Lee & the Dragonaires. Deze versie kreeg de titel "Only a Fool". 
De single werd een bescheiden hit in het Verenigd Koninkrijk in 1968 en Nederland in 1969. Eind 1977 werd de single opnieuw uitgebracht in Nederland en Vlaanderen en toen werd het een grote hit. De single stond 30 weken in de Nederlandse Top 40 waarvan vijf weken op de tweede plek. Het was, na You're the One That I Want, de succesvolste single in de Top 40 van 1978. Het nummer stond 19 weken in de Ultratop 50 waarvan vier weken op de tweede plek. Een nieuw opgenomen versie van The Mighty Sparrow werd in het Caraïbisch gebied een enorme hit, met twee miljoen verkochte exemplaren.

### NPO Radio 2 Top 2000
| Nummer met noteringen in de NPO Radio 2 Top 2000 | '99 | '00  | '01  | '02  | '03  | '04  | '05 | '06  |
| ------------------------------------------------ | --- | ---- | ---- | ---- | ---- | ---- | --- | ---- |
| Only a Fool Breaks His Own Heart                 | 830 | 1281 | 1851 | 1754 | 1930 | 1719 | -   | 1890 |

1. ↑  Een '-' betekent dat het nummer niet was genoteerd en een vetgedrukt getal geeft de hoogste notering aan.
2. ↑  Deze tabel is bijgewerkt tot en met de laatste editie (2024).

## Versies in andere talen
Juha Vaino vertaalde het nummer in het Fins, met de titel "Muisto vain jää". Met deze versie kregen Jouko & Kosti in 1968 een top 5-hit in Finland. Het Finse nummer is sindsdien veelvuldig opgenomen door Finse artiesten, waaronder Harri Marstio, Kari Tapio, Pekka Tiilikainen en The Heartbreakers.
Het nummer is ook uitgebracht in het Nederlands (als "Zonder Gevoel", met een hertaling door Jan Rot),  het Zweeds ("Bara ett fån gör så mot sig själv" door Anders Wendin) en het Duits ("Noch einen Tag und es ist aus").

## Opgenomen versies
- 1965: Arthur Prysock
- 1966: Mighty Sparrow with Byron Lee & the Dragonaires, getiteld "Only a Fool"
- 1966: Long John Baldry
- 1968: Tom Jones, op het album Delilah
- 1968: Jouko & Kosti
- 1971: Vigon (Frankrijk)
- 1972: Oscar Harris, Billy Jones & The Twinkle Stars
- 1978: Mighty Sparrow (nieuwe opname)
- 1996: Jan Rot, als "Zonder gevoel"
- 1997: Wyclef Jean getiteld "Prelude to: 'To All the Girls'"
- 2001: Nick Lowe
- 2001: Dion DiMucci
- 2001: Sly & Robbie
- 2006: Moneybrother (Anders Wendin) (Zweden); als "Bara ett fån gör så mot sig själv"
- 2021: Mell & Vintage Future